# Albrecht Behmel
Albrecht Behmel (n. 24 martie 1971, Pădurea Neagră, Republica Federală Germania, Germania) este un istoric și scriitor german.

## Context și Educație
Din partea mamei, este urmașul lui Christoph Martin Wieland, un poet și scriitor șvab aI Iluminismului. Albrecht Behmel și-a terminat studiile de istorie și filozofie la Universitatea din Heidelberg, cu profesori ca Hans-Georg Gadamer, și la Universitatea Humboldt din Berlin, cu profesorul Schnädelbach. El și-a publicat prima piesă de teatru "phase 1" la vârsta de 20 de ani. După ce a trăit în Stuttgart, Heidelberg, Paris și Casablanca, Behmel s-amutat la Berlin în 1994. El a publicat scenarii de piese de teatru scenic și teatru radiofonic, romane, eseuri.

## Opinii politice, de stil și Premii
Unele eseuri istorice promovează o perspectivă liberală, asupra societății moderne, cu scepticism față de cele mai multe ideologii și convenții sociale. Albrecht Behmel a fost membru al Partidului Liberal FDP între anii 2001 și 2010. Romanele și piesele lui de teatru dispun de o varietate de slangs și dialecte. Homo Sapiens a fost comparat cu activitatea lui Efraim Kishon. Cele mai multe cărți sunt despre: Berlin, ororile vieții urbane, insomnie, medicamente și capcanele de comunicare on-line. 
Activitatea sa publicistă include romane, cum ar fi Homo Sapiens. El a publicat scenarii de piese de teatru scenic și teatru radiofonic, romane, eseuri.  precum și non-ficțiune. El a lucrat pentru o serie de posturi de televiziune germane și internaționale, cum ar fi ARTE, Pro7, și ARD.

## Premii
- 2003: Preis der Deutschen Akademie der Darstellenden Künste: Ist das Ihr Fahrrad, domnul O'Brien? Eine Hörspielcollage aus der Welt der Wissenschaft und des Suffs, Regie: Nikolai von Koslowski